# Gustaf Jansson (1823–1912)
Jan Gustaf Jansson, född 2 november 1823 i Länna församling, Stockholms län, död där 28 juni 1912, var en svensk hemmansägare och riksdagsman.
Jansson var hemmansägare på Hemmarö i Stockholms skärgård. I riksdagen var han ledamot av andra kammaren 1870–1872 samt 1876–1887, invald i Mellersta Roslags domsagas valkrets.